# Teplárna Písek
Teplárna Písek, a.s. je česká akciová společnost, která má na starost dodávku tepla a teplé užitkové vody pro město Písek. Výroba byla zahájena v roce 1987. Akciovou společností se stala privatizací státního podniku Jihočeské energetické závody a svoji činnost zahájila 1. ledna 1994.
Roční užitečná dodávka tepla má průměr posledních let zhruba 480 TJ/rok. Výroba elektřiny se v posledních letech pohybuje nad hranicí 12 000 MWh/rok.

## Galerie

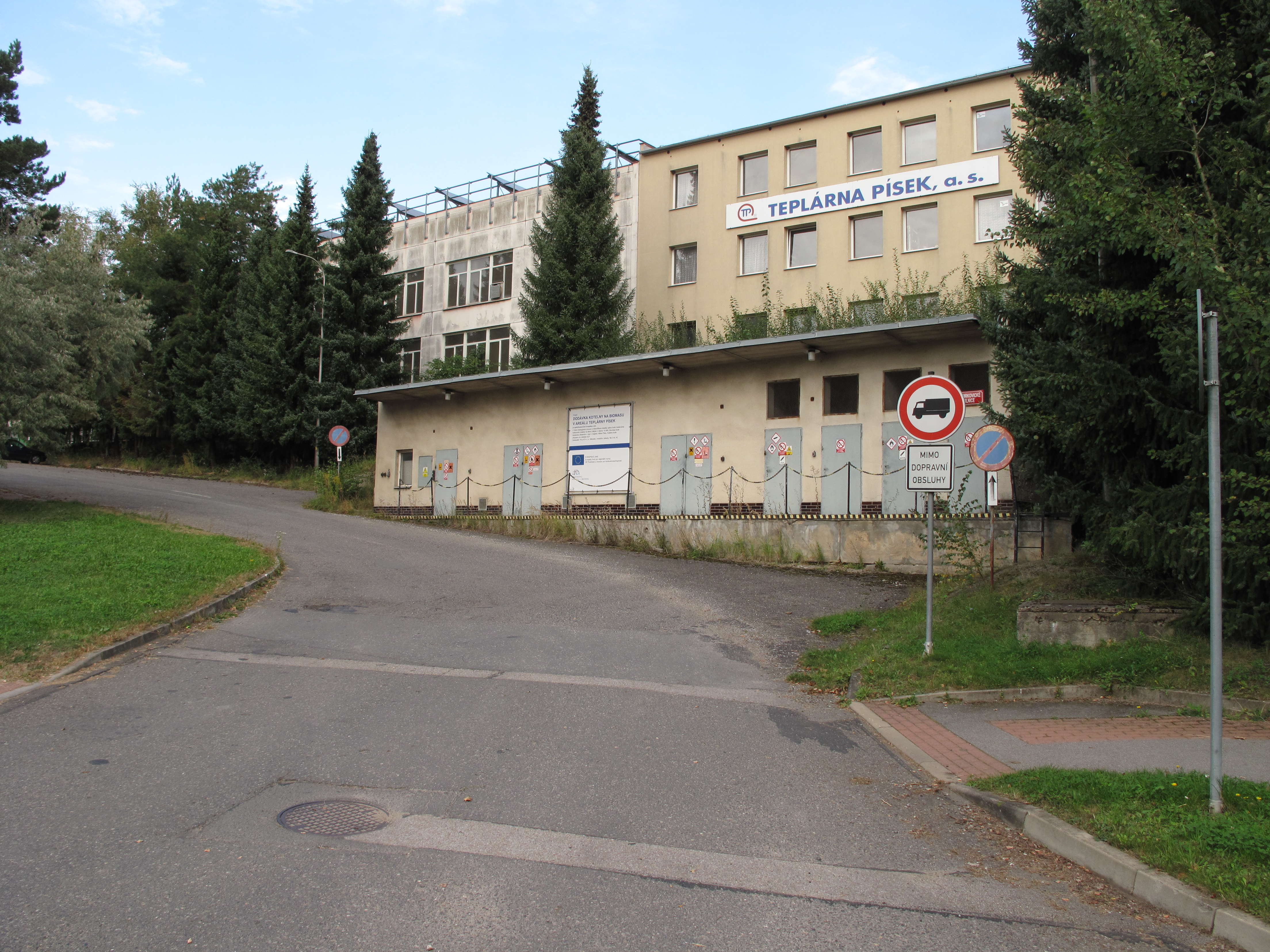
Příjezd do teplárny
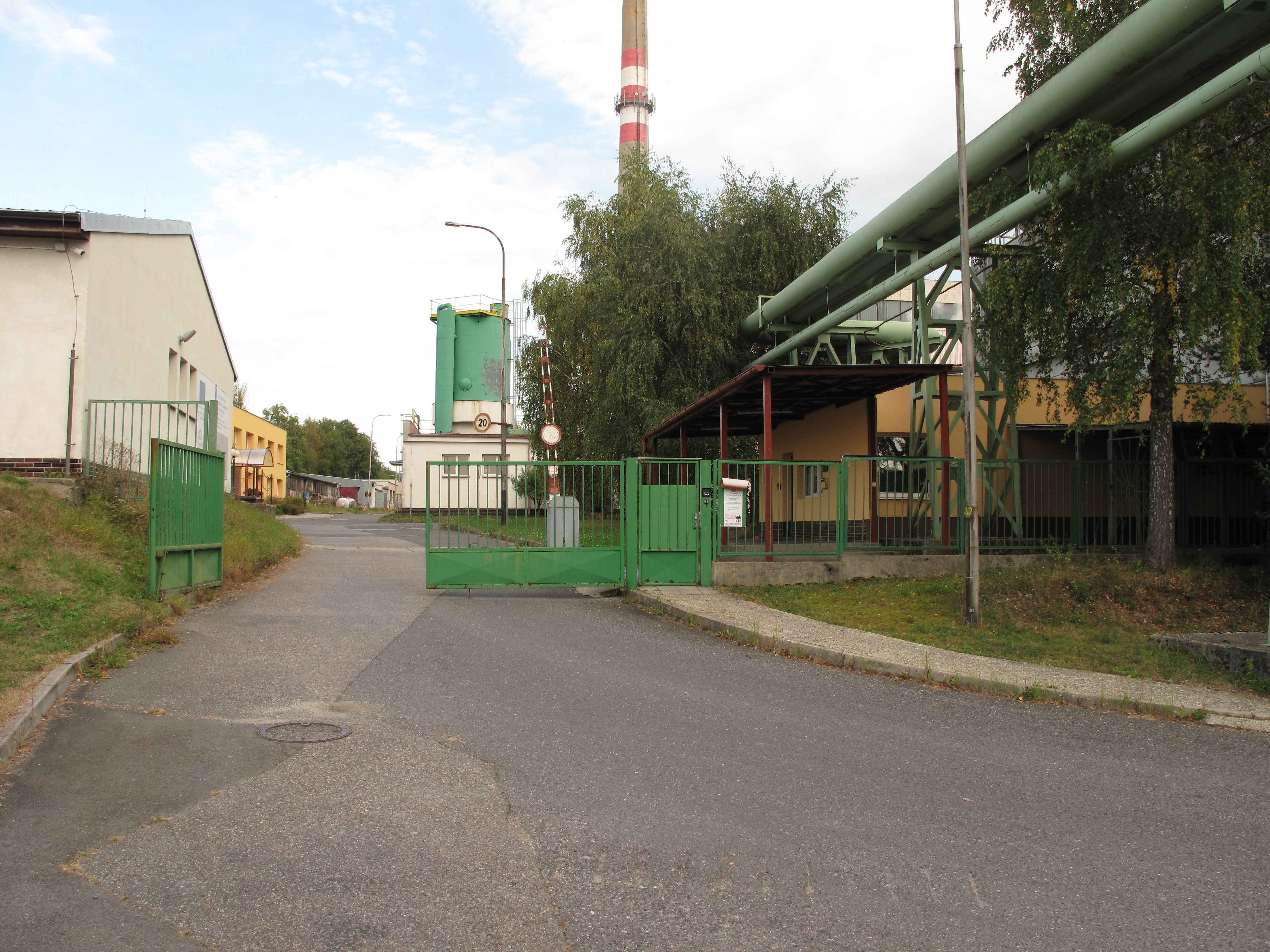
Vstupní brána
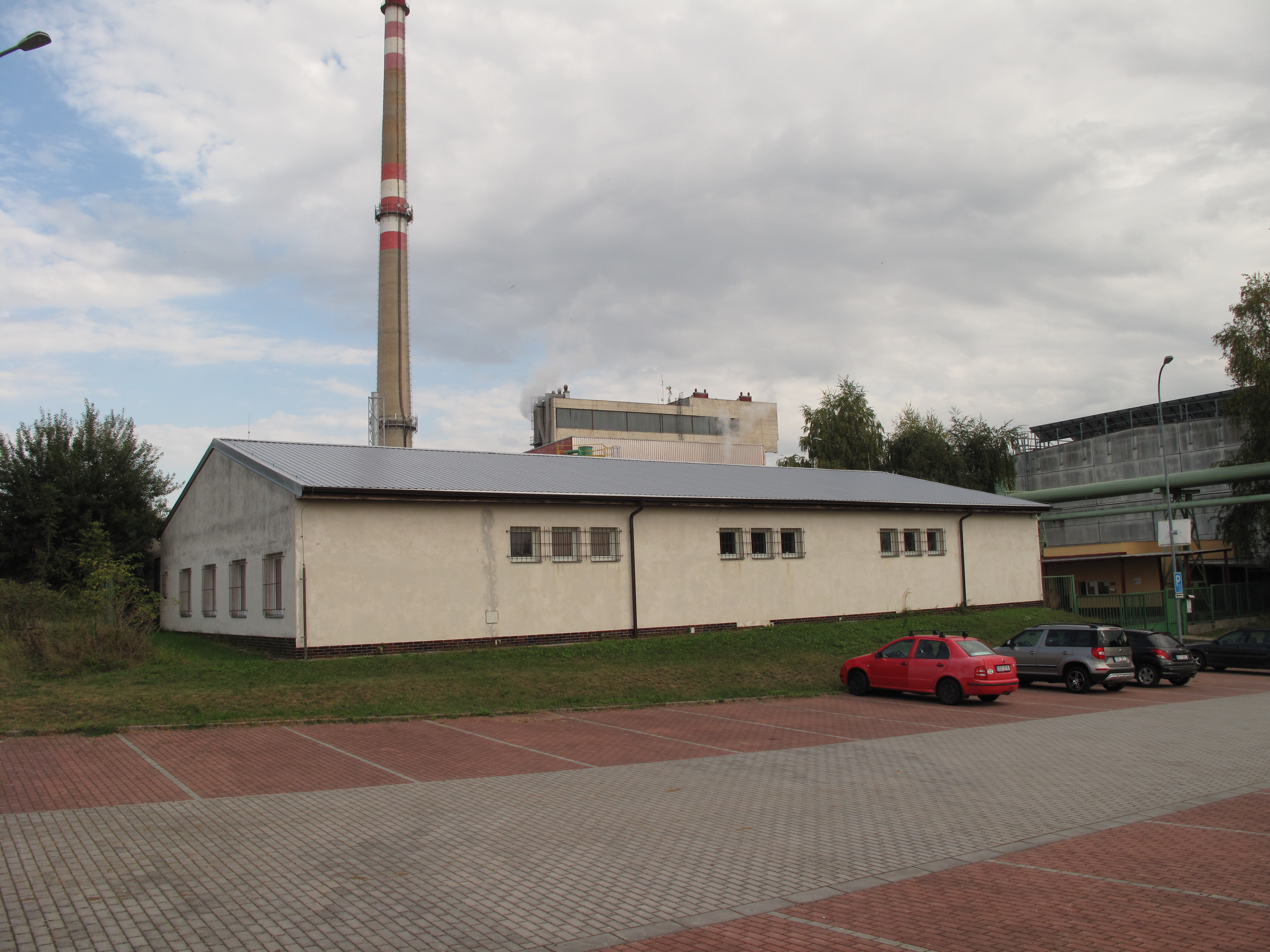
Pohled na teplárnu z parkoviště
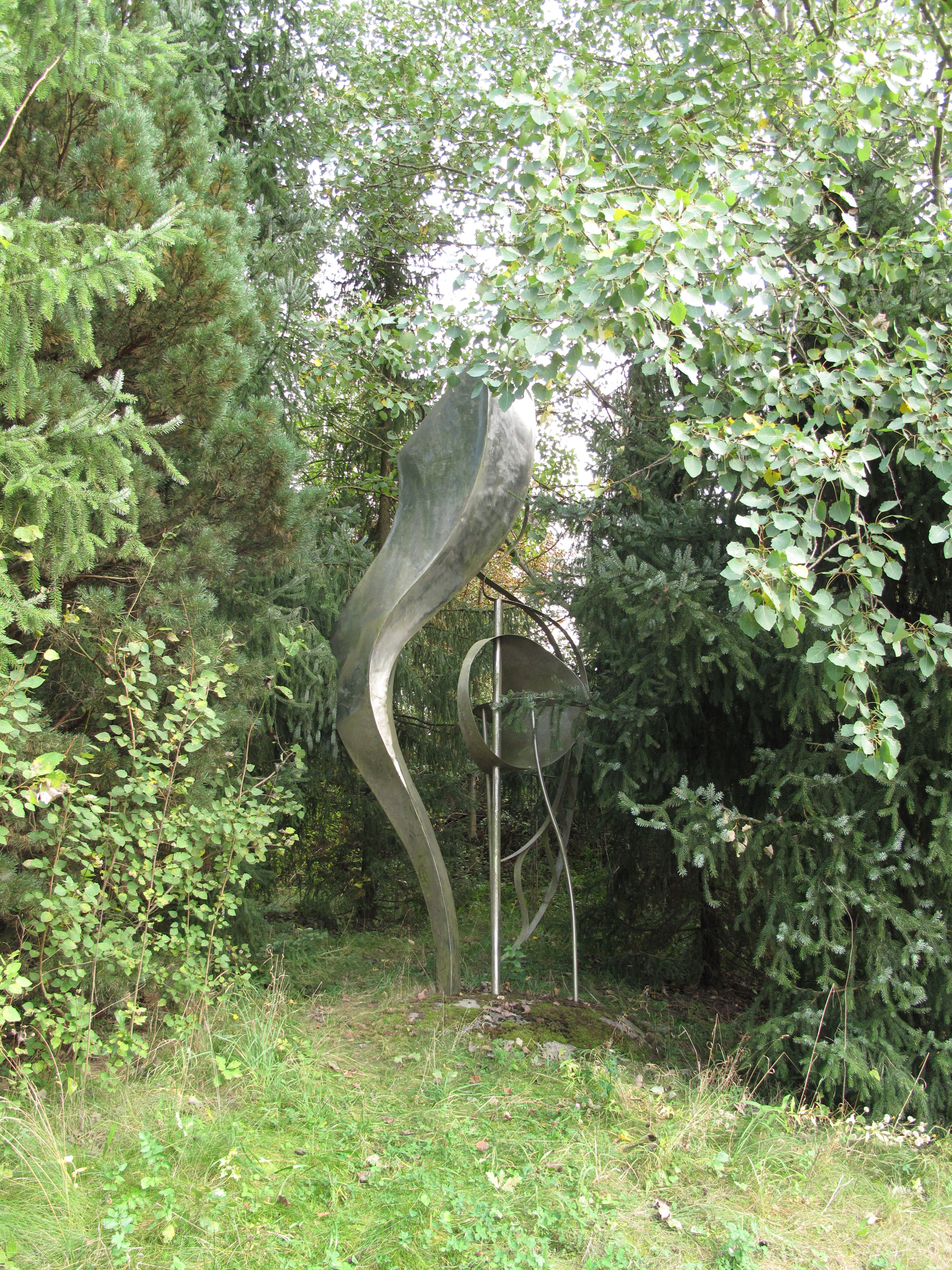
Kovová plastika Tepelná energetika (1986) od Jiřího Prachaře nedaleko vjezdu do teplárny